# Woods Cemetery
Woods Cemetery is een Britse militaire begraafplaats met gesneuvelden uit de Eerste Wereldoorlog, gelegen in het Belgische dorp Zillebeke. De begraafplaats werd ontworpen door Edwin Lutyens met assistentie van William Cowlishaw en wordt onderhouden door de Commonwealth War Graves Commission. Het terrein heeft een onregelmatig grondplan met een oppervlakte van 3.181 m² en wordt omgeven door een bakstenen muur. De begraafplaats ligt in het provinciedomein De Palingbeek, op een heuvelrug anderhalve kilometer ten zuiden van het dorpscentrum en is met verschillende niveaus aangelegd. Centraal staat het Cross of Sacrifice. De site staat sinds 2023 op de Unesco-Werelderfgoedlijst als onderdeel van inschrijving Begraafplaatsen en herdenkingssites van de Eerste Wereldoorlog (Westelijk Front).
In de nabijheid bevinden zich nog twee andere Britse militaire begraafplaatsen: Hedge Row Trench Cemetery en First D.C.L.I. Cemetery, The Bluff.

## Geschiedenis
Woods Cemetery werd in april 1915 gestart door de 1st Dorsets en de 1st East Surreys en werd tot september 1917 gebruikt door gevechtseenheden en medische posten. De begraafplaats ligt vlakbij The Bluff (d.i. "steile oever" aan het kanaal Ieper-Komen), een plaats waar hevig gevochten werd wegens zijn hogere ligging. De beide kampen lagen aan weerszijden van het kanaal en probeerden elkaar uit te schakelen door het plaatsen van ondergrondse mijnen onder de vijandelijke stellingen waardoor de oevers van het kanaal regelmatig van bezetter wisselden. Na het Duits lenteoffensief (voorjaar 1918) viel het territorium opnieuw in Duitse handen. Finaal kon het terrein rond The Bluff op 28 september 1918 door de 14th Light Division ingenomen worden.
Er worden 326 doden herdacht, waarvan 111 Canadezen, 3 Australiërs en 212 Britten (32 zijn niet geïdentificeerd). Er liggen veel manschappen van de 2nd, 3rd & 10th Canadian Infantry Battalions en van het London Regiment.
In 2009 werd de begraafplaats beschermd als monument.

## Graven
- soldaat Hubert D. Mills, diende bij de Canadian Infantry en was 17 jaar toen hij sneuvelde.
- korporaal Basil Thomas Ferris, soldaat Henry James Williams en kanonnier A. Thomson werden onderscheiden met de Military Medal (MM).